# 米賽利夫卡
49°34′13″N 30°48′26″E / 49.57028°N 30.80722°E
米賽利夫卡（烏克蘭語：Мисайлівка）是位於烏克蘭北部的村莊，由基辅州奧布希夫區的博胡斯拉夫市鎮負責管轄。該村始建於1705年，面積3.8平方公里，海拔高度157米，2001年人口1,993，人口密度每平方公里524.5人。